# Sphaerosoma piliferum
Sphaerosoma piliferum is een keversoort uit de familie Alexiidae. De wetenschappelijke naam van de soort is voor het eerst geldig gepubliceerd in 1821 door Müller.